# ハニーアンドループス
「ハニーアンドループス」は、豊崎愛生の楽曲。仁科亜弓が作詞、古川貴浩が作曲を手掛けた。豊崎の15枚目のシングルとして2017年5月31日にミュージックレインから発売された。

## 背景・音楽性
本曲は、テレビアニメ『プリプリちぃちゃん!!』のエンディングテーマとして制作され、豊崎のシングル表題曲として初めてアニメタイアップ楽曲となった。ディスコチューンに近いダンス・ミュージックになっており、アニメのエンディングとしてはキャラクターが楽曲に合わせて踊るアニメーションとなることが先に決まってからの制作となった。楽曲名の「ハニーアンドループス」には深い意味があるわけではないとしており、『プリプリちぃちゃん!!』自体がテンションの高い作品であることから楽しいテンションとなるようにレコーディングに臨んだという。

## シングルリリース
シングル発売に先駆けて、2017年5月17日に音楽配信が開始された。同年5月31日にミュージックレインから発売された。初回生産限定盤・期間限定生産盤・通常盤の3形態で発売され、初回生産限定盤にはミュージック・ビデオを収録したDVDが同梱される。

## シングル収録内容
| #         | タイトル                               | 作詞      | 作曲・編曲 | 時間  |
| --------- | -------------------------------------- | --------- | ---------- | ----- |
| 1.        | 「ハニーアンドループス」               | 仁科亜弓  | 古川貴浩   | 3:41  |
| 2.        | 「ランドネ」                           | 佐藤良成  | 佐藤良成   | 4:27  |
| 3.        | 「ハニーアンドループス」(Instrumental) |           |            | 3:39  |
| 合計時間: | 合計時間:                              | 合計時間: | 合計時間:  | 11:47 |

| #  | タイトル                                        | 作詞 | 作曲・編曲 |
| -- | ----------------------------------------------- | ---- | ---------- |
| 1. | 「ハニーアンドループス」(Music Clip)            |      |            |
| 2. | 「ハニーアンドループス」(TV SPOT 15sec & 30sec) |      |            |

## タイアップ
- アニメ『プリプリちぃちゃん‼︎』エンディングテーマ（#1）